# 圖雷 (舊桑博爾區)
49°16′31″N 23°5′20″E / 49.27528°N 23.08889°E
圖雷（烏克蘭語：Тур'є），是烏克蘭西部的村莊，隸屬利維夫州的桑比爾區。該村始建於1345年，面積5.5平方公里，海拔高度493米，2001年人口1,510，人口密度每平方公里274.55人。